# Порадівщина (Молодечненський район)
Порадівщина (біл. вёска Парадоўшчына) — село в складі Молодечненського району Мінської області, Білорусь. Село підпорядковане Городоцькій сільській раді, розташоване в західній частині області.

## Iсторія
У 1921–1945 роках село знаходилось у Польщі, у Вільнюській воєводствi, Вілейського повіту, c 1927 Молодечненського повіту гміні Гарадок.

## Населення
- 1866 рік - 69 люди, 7 будинки[1]
- 1921 рік - 104 люди, 28 будинки[2].
- 1931 рік - 110 люди, 22 будинки[3].